# Беги, если сможешь!
«Беги, если сможешь!» (нем. Renn, wenn Du kannst) — немецкий художественный фильм режиссёра Дитриха Брюггеманна, вышедший в 2010 году.

## История
В жизни 26-летнего Бена наступает очередной поворот. Работник социальной службы, который помогает Бену, прикованному к инвалидной коляске, уволен, не выдержав скверного характера. Девушка Аника, за которой он несколько лет наблюдает, как та проезжает на красный свет, врезается в столб и гнёт свой велосипед. Парень, который оказался с ней рядом — новый помощник Бена — 20-летний Кристиан.
Аника занимается музыкой, играет на виолончели, однако её скованность не позволяет выйти на главные сольные партии, играет общие партии при том, что мечтает о соло в третьей части фортепианного концерта № 2 Брамса.
Бен подталкивает Кристиана завязать знакомство с Аникой, и два парня проявляют чувства к девушке.

## В ролях
- Роберт Гвиздек  — Бенжамин «Бен»
- Якоб Маченц  — Кристиан
- Анна Брюггеманн   — Аника
- Даниэль Древес — Arzt
- Амели Кифер — Лиза
- Франциска Уайсс — Mareike
- Майкл Сенс — учитель по виолончели
- Лесли Молтон — Регина, мать Бена
- Йорг Бундшух — г-н Винер
- Свен Таддикен — сотрудник компьютерного магазина
- Александр Хёрбе — фельдшер
- Arne Gottschling — фельдшер
- Кристиан Эрих — охранник

## О фильме
- Фильм участвовал в Берлинском, Шанхайском, Монреальском кинофестивалях — 2010[2]

В поисках неизбитой манеры режиссёр Брюггеманн успешно скрещивает реалистичный материал с чёрным юмором и рисковыми шутками, которые иногда опускаются чуть ниже пояса.— Variety